# Арандаренко Микола Іванович
Мико́ла Іва́нович Аранда́ренко (1795—1867) — український історик, статистик, етнограф. Губернатор Архангельської губернії. Полковник.

## Біографічні відомості
Місце народження невідоме. Його пращур Тимофій Арандаренко, гетьман реєстрових козаків від 1628 року, був родом із Канева. Його племінник Георгій Арандаренко походив з Чернігівщини . 

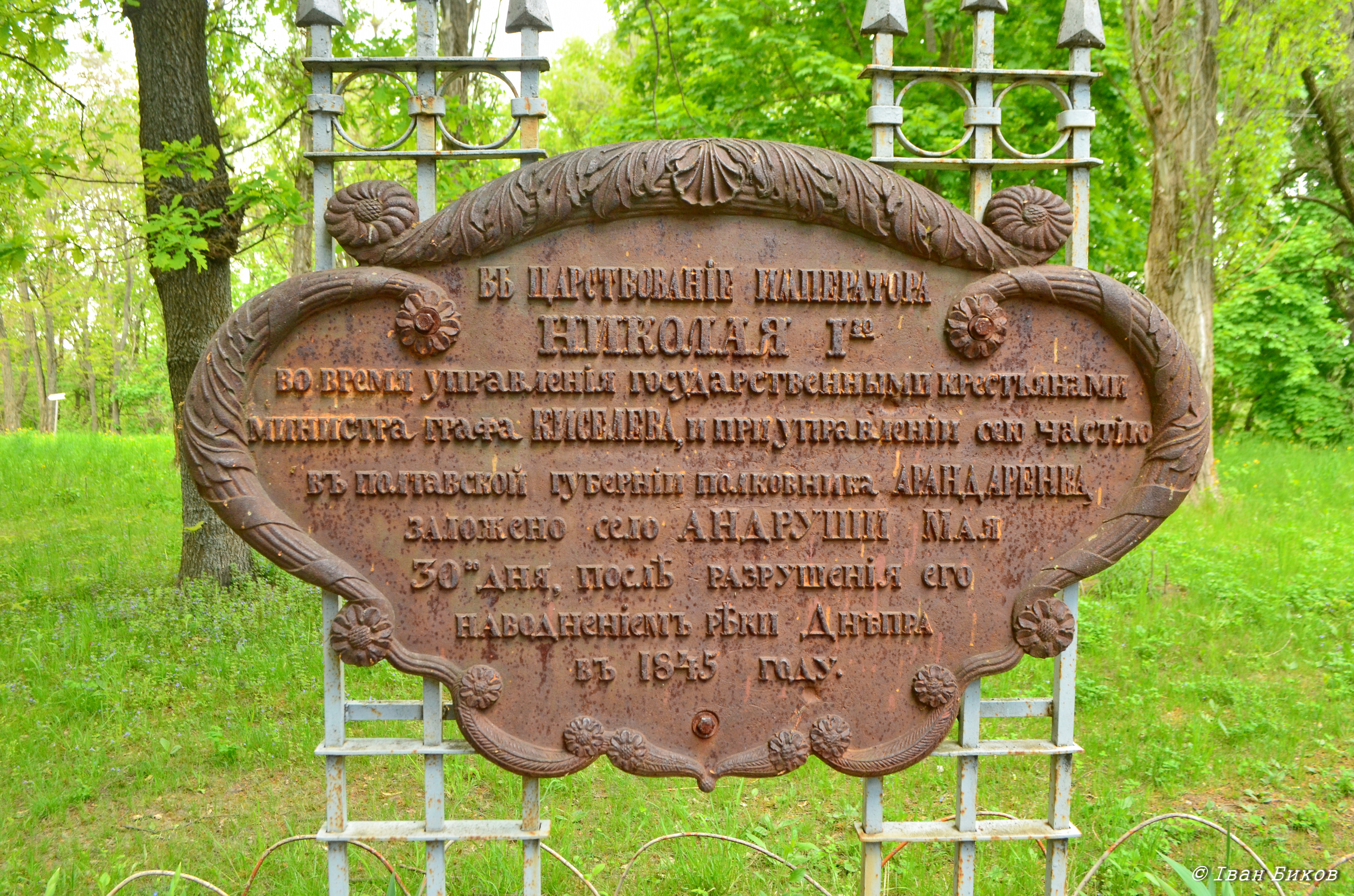

У 1840—1850-х роках займав посаду управителя Полтавської палати державних маєтностей. Як управитель палати державних маєтностей Полтавської губернії, брав діяльну участь у відбудові села Андруші Переяславського повіту Полтавської губернії після повені 1845 року . 
Від 30 листопада 1856 до 17 квітня 1863 року Архангельський цивільний губернатор.
Микола Арандаренко — автор роботи «Записки про Полтавську губернію» (ч. 1—3, Полтава, 1848—1852), в якій висвітлюється історія Полтавщини з найдавніших часів, адміністративно-політичний устрій, історія державних установ 17—18 століть, подаються відомості про природу, розвиток сільського господарства, промисловості, ремесел, торгівлі; вміщено цінні етнографічні та фольклорні матеріали. Праця Миколи Арандаренка має неабияку наукову цінність як джерело для вивчення історичного минулого Полтавщини.